# Quick Reaction Force

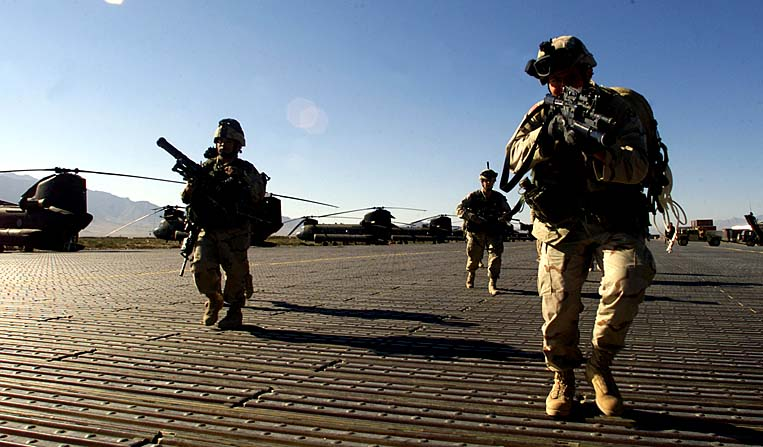
Amerikansk QRF i Afghanistan 2003

Quick Reaction Force, QRF, är en polisiärt eller militärt förband som är avsett för snabba insatser. Begreppet används i första hand om mindre reservstyrkor på taktisk nivå, ofta av plutons storlek, som vid en viss tid finns avdelade inom ett större förband, exempelvis en bataljon, som finns i ett insatsområde. QRF är avsett för insatser inom detta förbands område, vid snabbt uppdykande behov.
Ett självständigt förband avsett för att sättas in i en helt ny operation kallas ofta snabbinsatsstyrka.